# 中興 (渤海)
中興（ちゅうこう）は、渤海の元号。大華璵の治世で用いられた。794年。

## 西暦等との対照表
| 中興 | 元年   |
| 西暦 | 794年  |
| 干支 | 甲戌   |
| 唐   | 貞元10 |
| 日本 | 延暦13 |

## 他の王朝
- 新羅 : 元聖王10年